# М. Квинт Тулий Максим
M. Квинт Тулий Максим (на латински: M. Quintus Tullius Maximus, на гръцки: Τούλλιος Μάξιμος) е римски управител на провинция Тракия (legatus Augusti pro praetore Thraciae) по времето на августите Марк Аврелий и Луций Вер в периода 163 – 164 г. Произхожда от знатния римски род Тулии.
Участва в издаването на монетни емисии чрез градските управи на Филипопол (дн. Пловдив), Пауталия (дн. Кюстендил), Августа Траяна (дн. Стара Загора)(начало на монетосеченето за града), Траянопол и Хадрианопол (дн. Едирне). Изгражда терми в Старозагорските минерални бани, за което се споменава в местен строителен надпис.